# میچل کوپچاک
میچل کوپچاک (انگلیسی: Mitch Kupchak؛ زادهٔ ۲۴ مهٔ ۱۹۵۴) بازیکن بسکتبال اهل ایالات متحده آمریکا بود. از باشگاه‌هایی که در آن بازی کرده‌است می‌توان به لس آنجلس لیکرز اشاره کرد. وی در مسابقات کشوری و بین‌المللی در مجموع برندهٔ ۱ مدال طلا شده‌است.